# Villanueva del Pardillo
Villanueva del Pardillo – miasto w Hiszpanii we wspólnocie autonomicznej Madryt, 28 km na zachód od Madrytu. Miasto położone pomiędzy dwoma łańcuchami górskimi Sierra de Guadarrama i Sierra de Gredos, nad rzeką Guadarrama.